# Liste der Zuflüsse der Rems
Liste der Zuflüsse der Rems
Die 78 km lange Rems entwässert von Ost nach West zum Neckar ein Gebiet von 586 km², das Anteil hat an der Schwäbischen Alb, dem Albvorland, dann Welzheimer Wald und Schurwald trennt und zuletzt im Neckarbecken verläuft. In Relation zu ihrer eigenen Länge hat sie nur relativ kleine Zuflüsse. Die Wieslauf ist der nach Einzugsgebiet (77,2 km²) wie nach Länge (23,7 km) größte Nebenfluss und mündet bei Schorndorf im Mittellauf von rechts, alle anderen bleiben deutlich unter 20 km Länge.

## Zuflüsse
Flussabwärts aufgeführt, gegliedert nach den Naturräumen in denen die Zuflüsse münden, mit Mündungsrichtungen, Mündungsorten und Längen. Längen – wo dort ausgewiesen – aus Datensatz-Abfragen auf der LUBW-FG10, sonst auf der Geodatenviewer-Karte darunter abgemessen. Namen und gelegentlich Höhen bevorzugt nach der Beschriftung auf der TK25, dann nach der Beschriftung auf den Geodatenviewer-Karten, zuletzt nach den Datensätzen der LUBW-FG10.
Quelle der Rems auf ca. 551,4 m ü. NN etwa 3 km südwestlich von Essingen neben der L 1165 Essingen–Lauterburg südlich des Bergwalds Hart.

### Schwäbische Alb

#### Albuch und Härtsfeld

##### Albuch
- Tonnenwangbach, von rechts und Süden auf etwa 533 m ü. NHN zwischen Hart im Norden und Böbingen Hau im Südosten, 1,0 km und ca. 0,6 km².
- Im Mündungswinkel liegt ein kleiner Teich, unter 0,1 ha.
- Dickfalternbach, von rechts und Südsüdwesten auf 509,4 m ü. NHN vor der Essinger Ölmühle, 1,4 km und ca. 1,2 km².
- Stürzelbach, von rechts und Südosten auf 491,3 m ü. NHN am südwestlichen Ortsrand von Essingen, 2,3 km mit rechtem Oberlauf Ersbach und 4,7 km².
Zwischen diesem und dem folgenden hat die Rems ihren östlichsten Punkt.

### Schwäbisches Keuperland

#### Vorland der östlichen Schwäbischen Alb

##### Welland
- Donnenbach, von links und Südwesten auf etwa 471 m ü. NHN am Westrand Essingens, 0,9 km und ca. 0,6 km².
- Schießbergbach, von links und Südwesten auf etwa 465 m ü. NHN zwischen Essingen und dem Baierhof im Westen, 0,6 km und unter 0,2 km².
- (Zulauf), von rechts und Osten an einer Feldwegkreuzung südlich der B 29, 0,3 km und unter 0,2 km². Entsteht am nordwestlichen Siedlungsrand Essingens. Unbeständig.
- Alte Rems, von rechts und Nordosten auf 435 m ü. NHN nahe dem Essinger Zollhaus, 3,7 km mit rechtem Oberlauf Sulzbach  und 3,0 km².
- Lauchklingenbach, von links und Südosten auf ca. 425 m ü. NHN i, Essinger Weiler Hermannsfeld, 2,1 km und ca. 1,1 km².

##### Liasplatten über Rems und Lein
- (Bach aus der Wiedenklinge), von links auf etwa 422 m ü. NHN östlich des Mögglinger Industriegebietes, 2,2 km und 2,7 km².
- (Bach von Westrand der Essinger Jägerhalde), von rechts auf etwa 421 m ü. NHN östlich des Mögglinger Industriegebietes, 1,6 km und ca. 1,0 km².
- Schettelbach, von links und Süden auf etwa 413 m ü. NHN verdolt durchs Mögglinger Industriegebiet, 1,2 km und ca. 0,5 km².
- Ammersbach, von rechts und Nordosten auf 409,6 m ü. NHN am Ostrand von Mögglingen, 3,4 km mit linkem Oberlauf Ellertbach und 6,6 km².

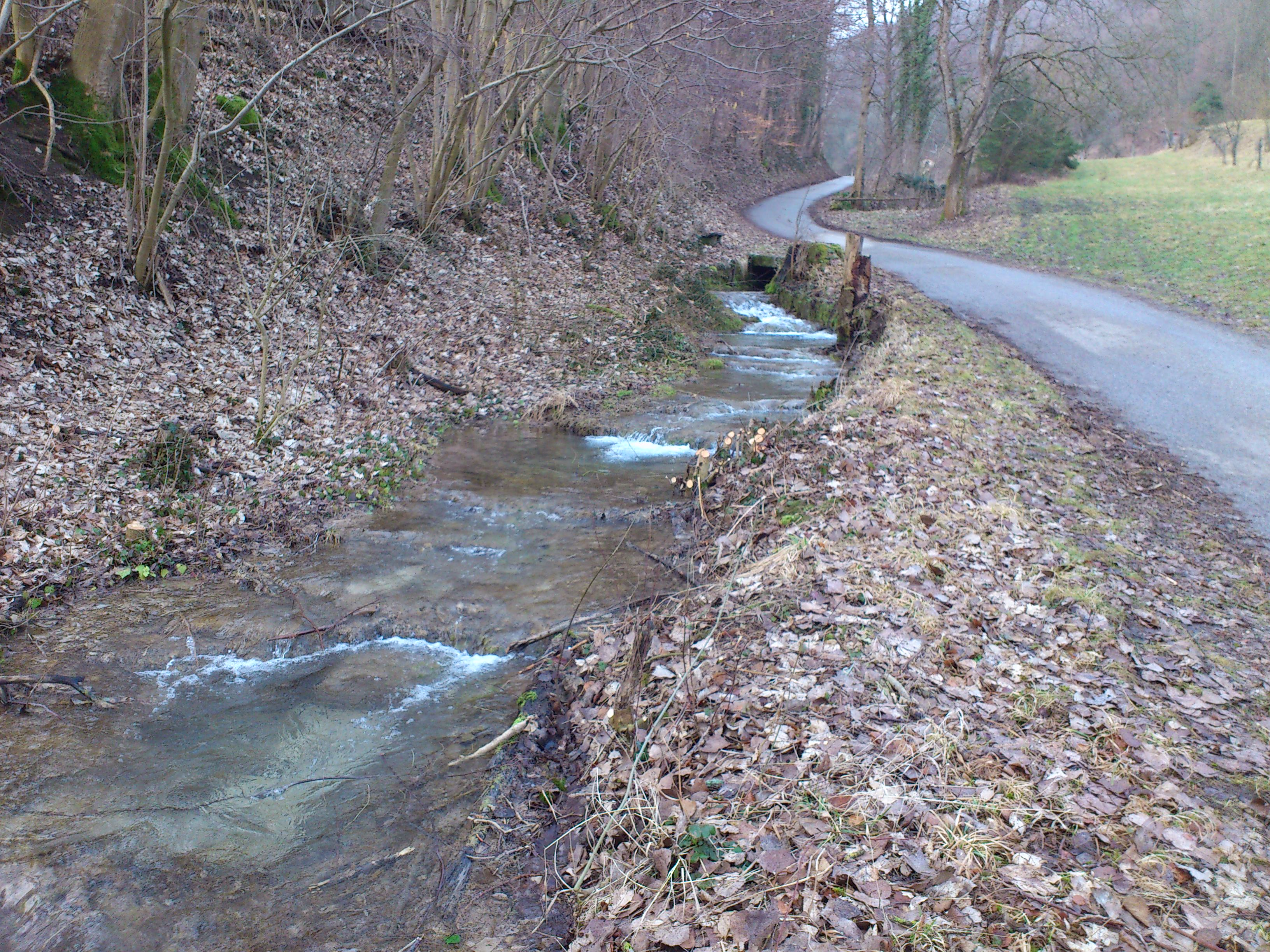
Die Lauter

- Lauter, von links und Süden auf etwa 403 m ü. NHN gegenüber dem Mögglinger Bahnhof, 5,1 km und 8,7 km². Fließt durchs Dorf lange unterirdisch.
- Steinenbach, von rechts auf 396,5 m ü. NHN am westlichen Siedlungsrand von Mögglingen, 2,1 km und ca. 1,3 km².
- Sulzbach, von links auf etwa 393 m ü. NHN gegenüber dem Barnberg, 1,1 km und ca. 1,3 km². Im Unterlauf Gemeindegrenze zu Böbingen an der Rems.
- (Hangzufluss den Leisberg herab), von links auf etwa 389 m ü. NHN gegenüber den ersten Häusern von Böbingen an der Rems, 0,6 km und ca. 0,3 km².
- Barnberggraben, von rechts auf etwa 387 m ü. NHN gegenüber dem Sportplatz, 0,9 km und ca. 0,5 km².
- Erlenbach, von rechts auf etwa 378 m ü. NHN in Böbingen gegenüber der Remsstraße, 2,1 km und ca. 1,7 km².
- Haagbach, von rechts auf etwa 376 m ü. NHN in Böbingen an der Einmündung des Haagwegs in die Bahnhofstraße, 1,3 km und ca. 0,9 km².

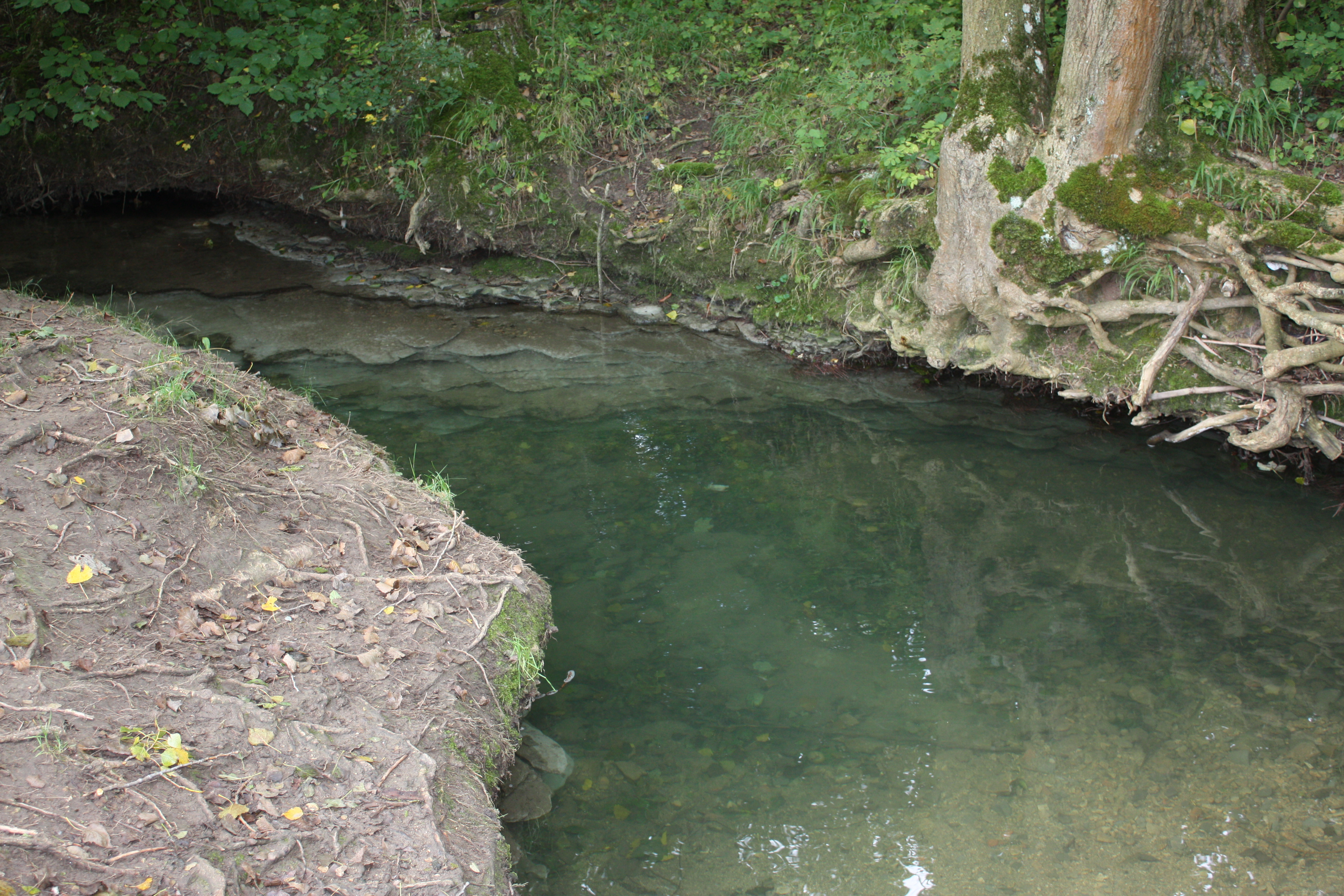
Der Klotzbach

- Klotzbach oder auch Oberer Mühlbach, von links auf 375,2 m ü. NHN unterhalb der Remsbrücke der Klotzbachstraße in Böbingen, 9,0 km und 18,3 km².
- Bullenfeldgraben, von rechts vor der Mögglinger Kläranlage, 1,3 km.
- Brunnenwiesenbach, von rechts unterhalb der Igginger Brenzenreute, 1,4 km.
- Lichsbach, von rechts wenige Schritte unterhalb des vorigen, 0,7 km.
- Lützelbach, von links oberhalb des Schwäbisch Gmünder Weilers Zimmern in den linksseitigen Mühlkanal der Hirschmühle, 1,3 km.
- Haldenbach aus dem Hangwald Asang, von rechts gleich danach, 0,6 km.
- Zimmerhaldenbach, von rechts gegenüber dem Weiler Zimmern, 0,4 km.
- Krümmlingsbach, nach dem linken Oberlauf teils auch Büchelesbach, von links durch Zimmern und unter dem Mühlkanal hindurch auf 348,8 m ü. NN in die Rems selbst, 5,3 km und 7,2 km².
- Airlinghofer Bach, von rechts bei der Schwäbisch Gmünd-Hussenhofer Hirschmühle, 2,6 km.
- (Zufluss am Hussenhofener Weiler Burgholz vorbei), von rechts bei der Hussenhofer Hirschmühle, 0,7 km.
- (Rückfluss des Kanals zur Hirschmühle), von links bei dieser, 1,7 km.
- (Zufluss von einer Quelle unten an der Erbsenhalde), von rechts vor dem Hussenhofer Sportgelände, 0,2 km.
- (Klingenzufluss vom Gügling), von links beim Hussenhofer Sportgelände, 1,0 km.
- (Zufluss aus der Klinge zwischen Rainhalden und Schiegerwald), von links am Westrand des Friedhofs, 1,1 km.
- (Zufluss vom Rand der Herlikofener Pfahläcker), von rechts gegenüber der Lichtensteinstraße, 0,9 km.
- (Zufluss aus einer Klinge zwischen Schiegerwald und Benzholz), von links neben der Lichtensteinstraße, ca. 1,1 km.
- (Zufluss aus der Klinge an der Remshalde), von rechts zwischen den westlichsten Stegen, 0,6 km.
- (Zufluss aus der Aue), von links unterhalb des Stegs zur Böhmerwaldstraße, 0,3 km,
- (Zufluss aus einer Quelle am oberen Hang unterhalb der Lindenzeil), von rechts unterhalb der Remsbrücke der Straße Im Benzenfeld, 0,5 km.
- (Zufluss durch die Straßenklinge nach Oberbettringen), von links an der an die B 29 anschließenden Brücke, 1,4 km.
- (Zufluss von östlich des Georgishofs), von rechts, 0,6 km. Davor und danach auf demselben Hang gegenüber dem Buchhölzle einige weitere, kürzere Wasserläufe mit unklarem Verlauf.

#### Schurwald und Welzheimer Wald

##### Oberes Remstal
- Sulzbach aus dem Schießtal, von rechts kurz vor der Remsbrücke der B 29 nun im zentralen Schwäbisch Gmünd, 5,3 km und 12,5 km².
- (Zufluss vom Hang unter Klosterhof), von rechts unterirdisch durch den Friedhof an derselben Brücke, 0,5 km. Am selben Hang weitere kleine Wasserläufe mit unklarem Verlauf.
- Wetzgauer Bach, von rechts, zuletzt begleitet von der Talsteige der B 298 von Mutlangen herab, 2,2 km.
- Strümpfelbach, am Unterlauf auch Waldstettener Bach nach dem großen linken Oberlauf und zuletzt Josefsbach, von links an der Nordwestspitze der Gmünder Altstadt gegenüber der Bahnhofstraße, 13,2 km und 48,5 km².
- (Bach aus dem Taubental), von rechts am Remssteg zum Stadtgarten, 2,2 km.
- (Bach aus dem Bamnest unter der Seelenbachstraße), von links neben der Römerstraße, 1,5 km.
- Deutenbach oder (nach rechtem Oberlauf) auch Heuselbach, von links gegenüber dem Vogelhau vor dem Steg über die B 29, 2,5 km.
- (Hangbach von den Vogelhöfen herunter), von rechts kurz danach nach demselben Steg, 1,5 km.
- Rotenbach, von rechts nach der Kleeblattauffahrt der K 3268 auf die B 29, 4,0 km und 4,4 km².
- Tiefenbach aus dem Hölltal, von links kurz danach gegenüber dem östlichen Häspele, 4,3 km und 6,3 km².
- (Altarm in der linken Aue), durchgängig, 0,3 km.
- (Bach aus dem Großen Katharinenwald), von links am Westrand der Gmünder Kläranlage auf wenig über 296,2 m ü. NN, 1,3 km.
- (Zufluss aus einer Klinge das westliche Häspele herab), von rechts kurz danach unterirdisch auf der Trasse der K 3329, 0,6 km.
- Tannbach oder (nach rechtem Oberlauf) auch Lichtbach, von links gegenüber dem Sachsenhof des Stadtteils Großdeinbach von Gmünd, 4,6 km und 7,6 km².
- Hangzufluss aus den Löcherwiesen unterhalb von Hangendeinbach, von rechts durch den Sachsenhof, 0,8 km.
- Hangzufluss aus dem Hohen Garten, von rechts im Brühl kurz vor der Grenze Gmünds zur Stadt Lorch, 0,6 km.
- Beutenbach, von links im Reichenfeld gegenüber dem Haldenhof der Stadt Lorch, 6,3 km und 9,8 km².
- (Linker Mündungsast des nächsten), von rechts beim Lorcher Wachthaus auf 285,5 m ü. NN, 0,4 km.
- Schweizerbach, von rechts gegenüber dem Lorcher Sportplatz unterm Ziegelwald, 10,8 km und 28,4 km².
- (Zulauf vom Ziegelwald), von links fast gegenüber dem vorigen, ca. 0,4 km.

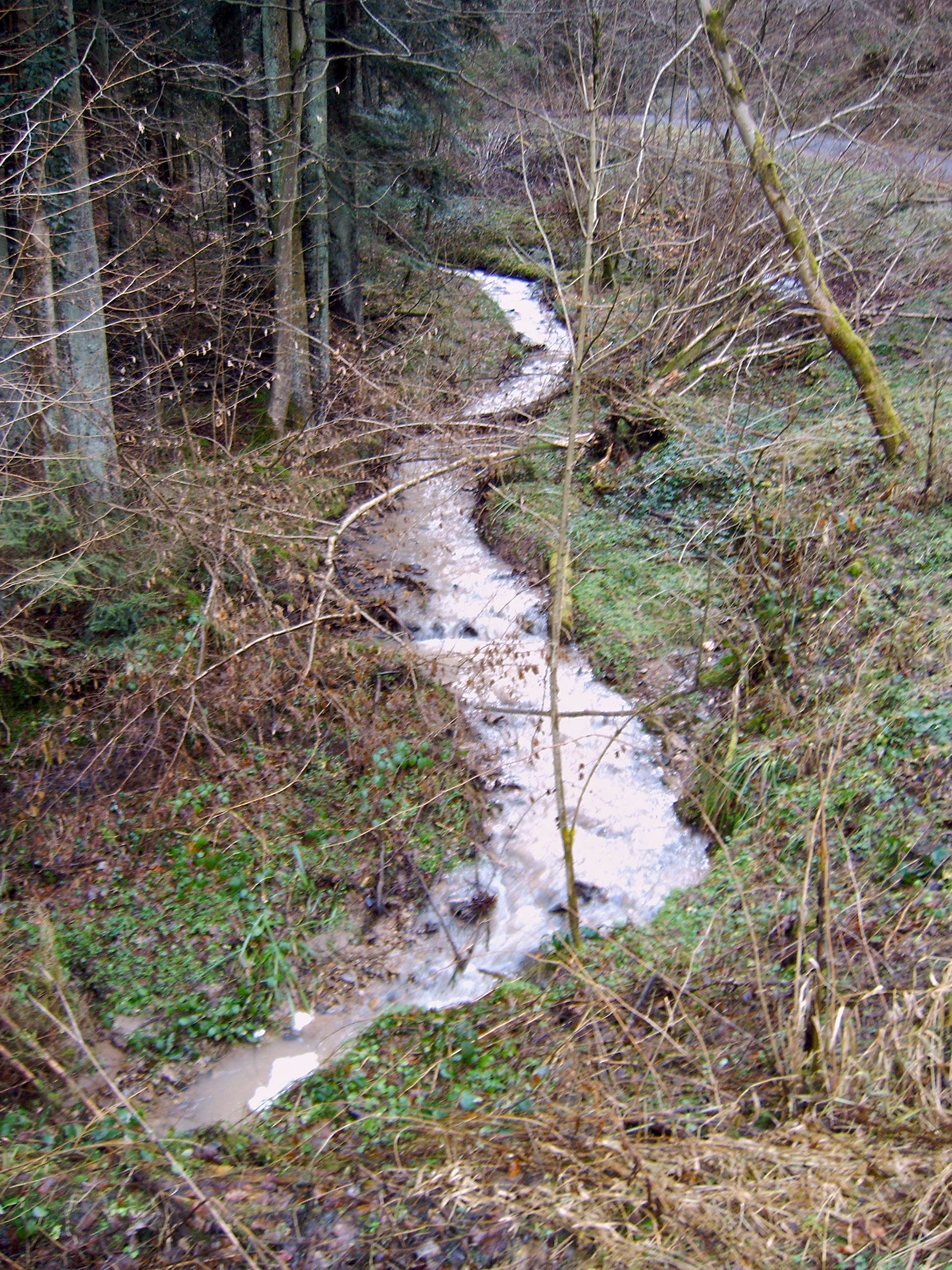
Der Muckenseebach

- Muckenseebach, von links gegenüber dem Kloster Lorch, 1,4 km. Im Talbereich kanalisiert unter der L 1154.
- Ilgenbach aus der Ilgenklinge, von rechts unterhalb von Kloster Lorch, 1,0 km.
- (Zulauf von der Steige der Göppinger Straße), von links gegenüber der Goethestraße, ca. 0,4 km.
- Götzenbach, von rechts in Lorch am Feuerwehrhaus, 4,9 km.
- Steindobelbach, von links längs des Steintobelwegs, 1,1 km.
- Aimersbach, von rechts am Friedhof vorbei kurz nach dem vorigen, 5,2 km.
- Tobelbach, von links kurz nach der Remsbrücke der B 29 westlich von Lorch, 0,9 km.
- Walkersbach, von rechts nach den Lorcher Baggerseen auf 273,2 m ü. NN, 8,4 km und 17,1 km².
- (Bach aus der Schreinersklinge), von links gegenüber der Kiesäckerstraße, 1,0 km.
- Aitenbach, von rechts gegenüber dem Fichtensee vor der Waldhäuser Mühle, 2,3 km.
- Erlenhofbach, von rechts an der Waldhäuser Mühle, 1,4 km.
- Appenwiesenbach vom Vogelhof herunter, von rechts am Waldhausener Bahnhaltepunkt, 0,3 km.

##### Mittleres Remstal und Schorndorfer Becken
- Kirnbach, von links in Waldhausen in Verlängerung der Vorstadtstraße, 1,9 km.
- Herbstwiesenbach, von links zwischen Waldhausener Sportplatz und Kläranlage, 1,3 km.
- Tierdobelbach, von rechts an der Waldhausener Kläranlage (rechts), 1,1 km. Fließt zuvor durch einen Baggersee.
- Hagsbach, von links unter dem Sportplatz zwischen den Baggerseen vor Plüderhausen, 1,6 km.
- Schlierbach, von rechts dicht vor dem Beginn der Plüderhausener Mühlkanals, 2,7 km.
- (Bach von den Bäderwiesen), von links gegenüber dem Forellensee in den Mühlkanal, 1,0 km.
- Söndlesbach aus der Geratzklinge, von links entlang der Rehhaldenstraße, 1,3 km.
- Mühlkanal, von links kurz vor der remsquerenden Brückenstraße, 1,0 km. Abgang kurz vor dem Zufluss des Schlierbachs.
- Eichenbach[3], von links in Fortsetzung der Aichenbachstraße, 2,9 km.
- Bärenbach, von rechts gegenüber zwei kleinen Baggerseen westlich der Industriegebietsstraße Im Rank auf 255,4 m ü. NN, 8,0 km und 16,2 km².
- Urbach, von rechts in Urbach an der Brücke der Remsbahn, 8,6 km und 11,0 km².
- Schellerstobelbächle, von links gegenüber der Urbacher Wasenmühle an einer Wegbrücke, 1,6 km.
- Hegnaubach, von links an der Remsbrücke im Westen der Wasenstraße, 1,3 km.
- (Auengraben vom Wanderheim her), von rechts bei den Baggerseen im Gewann Seelachen, 0,9 km.

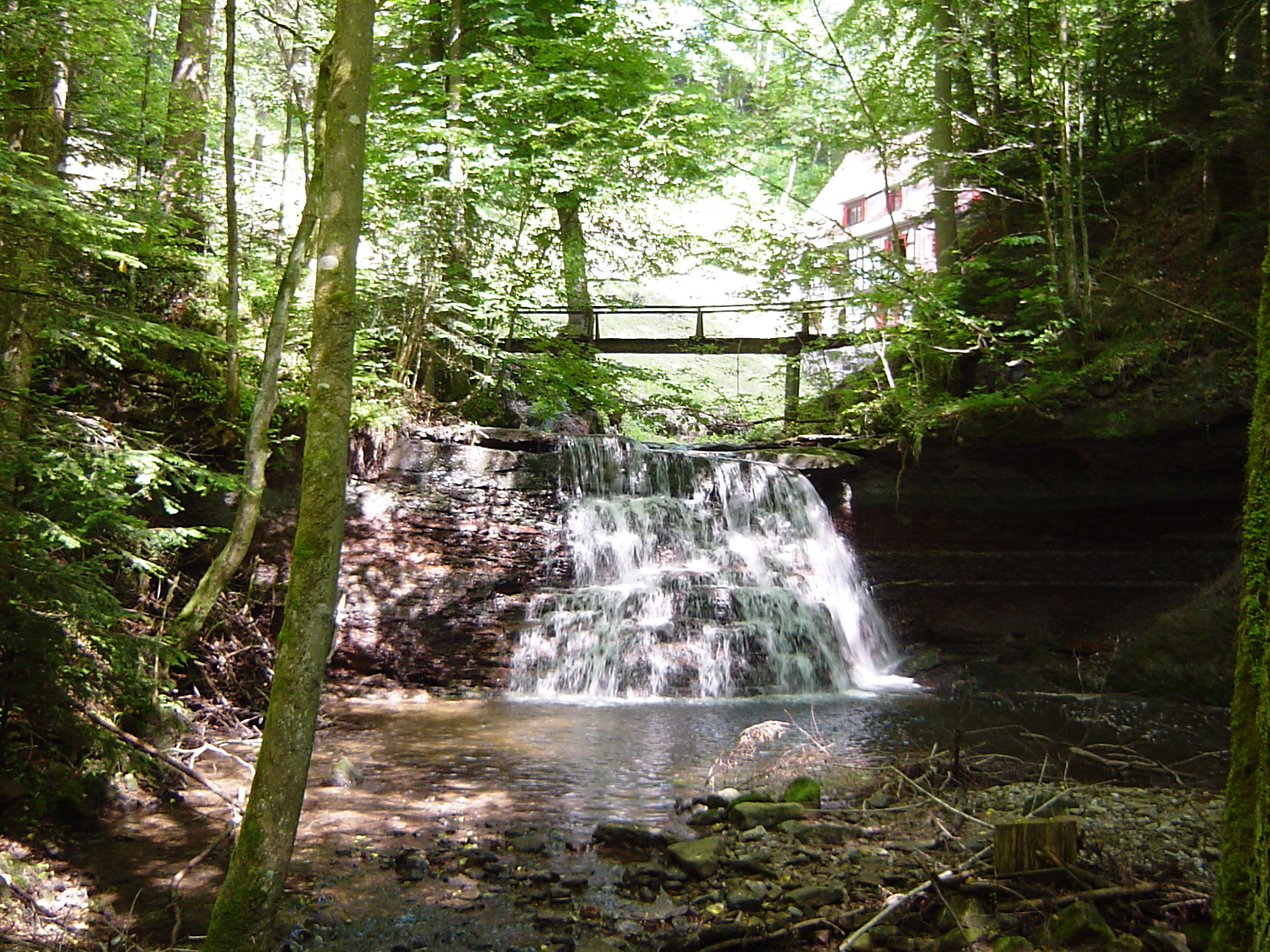
Die Wieslauf

- Wieslauf, von rechts wenig vor Schorndorf neben der Remsbrücke der Wieslauftalbahn auf 248,2 m ü. NN, 23,7 km und 77,2 km².
- Eichenbach, von links gegenüber den Sportplätzen zwischen Rems und der Wieslauf-Altlache, 4,8 km.
- Altlache, rechter Mündungszweig der Wieslauf, von rechts gegenüber der Schlachthausstraße in die Rems selbst, 1,0 km.
- Schornbach, von rechts kurz vor der Remsbrücke der Benzstraße, 6,6 km und 11,1 km².
- (Mühlkanal der Hahnschen Mühle), von links am Westzipfel der Vorstadtstraße, von rechts zwischen Grafenberg und Bahnhof, 1,1 km. Zweigt von der Rems ab zwischen den Zuläufen von Eichenbach und Altlache.
- Rainbrunnenbach aus dem Schulgelände nahe der Grafenhalde, von rechts zwischen Grafenberg und Bahnhof, 0,7 km.
- Dürrbach, von links in den Galgenäckern vor der Kläranlage, 2,8 km.
- Ramsbach, rechter Zufluss fast gegenüber dem vorigen südlich des Kreisels am Tuscaloosaplatz, 2,9 km.
- (Hangzufluss den Hungerberg herunter), von recht nahe der Feldwegbrücke über die B 29 und gegenüber dem größeren Baggersee vor Winterbach, 0,7 km.
- Weilerbach, von links vor der und parallel zur Ostumgehung, 3,9 km.
- (Zufluss von den Hofäckern her), von rechts kanalisiert unter der Ritterstraße, 1,2 km.
- Lehnenbach, von links fast gegenüber dem vorigen unter der Straßenbrücke, 4,9 km und 7,1 km².
- Krebsbach oder Wattenbach, von rechts kanalisiert unter der Lederstraße in Winterbach, 2,4 km.
- Bücklensweilerbach, Oberlaufname Mönchsklingenbach, von links nach der Kläranlage, 2,8 km.
- Breitwiesenbach, von rechts zwischen Siechenwiesen und Oberer Au, ca. 0,7 km.
- Alsebach, von links am Rosswasen, 0,9 km
- Schweinbach, von links auf der Gemeindegrenze zwischen Winterbach und Remshalden, 2,1 km.
- Lochbach aus dem Lochshau, von links durch den Ortsteil Geradstetten von Remshalden am Steg zur Rappschen Mühle in die Rems selbst, 1,7 km.
- (Mühlkanal zur Rappschen Mühle), von rechts nach der Straßenbrücke bei der Auffahrt zur B 29, 0,4 km. Stauziel am Wehr am Abgang 223,1 m ü. NN, Abschnitt von Wehr bis Mühle stillgelegt (verschüttet).
- Kelterwiesenbach, von rechts wenige Schritte nach dem vorigen, 2,4 km.
- (Graben von der Unteren Hauptstraße her gegenüber dem Industriegebiet längs der Alfred-Klingele-Straße), von rechts wenige Schritte nach dem vorigen, ca. 0,4 km.
- (Hangzufluss vom Föhrenbacher Rain), von links kanalisiert durch das Industriegebiet, 0,8 km.
- Zehntbach, von rechts 200 m vor der östlichen Siedlungsgrenze des Stadtteils Grunbach, 2,6 km.
- Grunbach, von rechts auf etwa 235 m ü. NHN kanalisiert unter der Mühlstraße in Grunbach, 2,8 km und 1,8 km².

### Gäuplatten im Neckar- und Tauberland

#### Neckarbecken

##### Remstaltraufbucht
- Schlartbrunnen, von links gegenüber der Kläranlage, 1,3 km.
- Gundelsbach, von rechts schon im Stadtgebiet von Weinstadt an der Grunbacher Auffahrt auf die B 29, 3,7 km.
- Heuweggraben, von rechts an der Remsbrücke der Schorndorfer Straße, 0,8 km.
- Heppach, von rechts unter 230 m ü. NHN unterhalb des Großheppacher Gehwegstegs neben der B 29, 4,8 km mit Oberlauf Hörnlesbach und 7,8 km².
- Schweizerbach, oberhalb auch Beutelsbach, von links zwischen Beutelsbach und Endersbach an dessen Auffahrt zur B 29, 11,6 km und 35,6 km².
- Haldenbach, von links auf 223,3 m ü. NHN nahe dem Sackende der Birkelstraße in Endersbach, 11,1 km mit dem längeren linken Oberlauf Stettener Haldenbach und 25,9 km².

##### Marbach-Waiblinger Täler
- Beibach, von links auf etwa 223 m ü. NHN oder darunter gegenüber dem Waiblinger Stadtteil Beinstein längs der westlichen Stadtgrenze von Weinstadt zu Waiblingen, 5,4 km und ca. 6,8 km².
- (Mühlkanal der Geheimen Mühle von Waiblingen), von links gegenüber von Beinstein, 0,3 km. Stauziel am Wehr am Abgang 223,1 m ü. NHN.
- Karrbach, von rechts auf etwa 222 m ü. NHN westlich von Beinstein unter einem querenden Steg des Dammwegs neben der Rems hindurch, 2,1 km.
- Schüttelgraben, von links auf etwa 222 m ü. NHN vor der Remsbrücke der B 14, 5,2 km und 13,8 km². Diese Bundesstraße zieht schon lange vorher durch die Talmulde.
- Hörschbach, von rechts auf etwa 222 m ü. NHN zwischen den letzten Häusern von Beinstein und der Bundesstraßenbrücke, 2,1 km und ca. 1,7 km².
- → (Abgang des Fischpasses Hahnsche Mühle), nach rechts in Waiblingen in den Landschaftspark Talaue, 0,1 km. Mündet von links in den Unterlauf des folgenden.
- Kätzenbach, von rechts auf etwa 220 m ü. NHN an der Stadtmitte von Waiblingen gegenüber der Kleinen Erleninsel, 2,3 km.
- Sörenbach, von rechts auf etwa 220 m ü. NHN wenige Schritte nach dem vorigen in unterirdischer Trasse gegenüber der Kleinen Erleninsel, 2,6 km.
- (Mühlkanal der Hahnschen Mühle), von links unterhalb der Insel vor dem Beinsteiner Tor, 0,5 km.
- (Klingenbach südöstlich von Hegnach), von links unterhalb des Lämmlesgrund, ca. 0,1 km.
- Erbach, von rechts durch die Fuchsklinge, 3,8 km und 4,3 km². Am oberen linken Hang des Zuflusses läuft die Bahnstrecke Schwäbisch Hall-Hessental–Waiblingen zwischen Neustadt und Hohenacker.
- (Mühlkanal der Hegnacher Mühle), von links, 0,4 km.
- (Nichtständiger Klingenzufluss von Hohenacker her), von rechts an der Vogelmühle/Remsmühle in den Mühlkanal, ca. 0,6 km.
- (Mühlkanal der Vogelmühle), von rechts, 0,2 km.
- (Nichtständiger Klingenzufluss durch die Storrenklinge), von rechts entlang der Stadtgrenze zu Remseck, ca. 0,7 km.
- (Mühlkanal der Schmiedtmühle von Remseck am Neckar), von rechts, 0,2 km.

Mündung der Rems von rechts in den Neckar auf 203,2 m ü. NN nach 78,4 km Lauf in Remsecker Stadtteil Neckarrems und gegenüber dem Stadtteil Neckargröningen.